# Nati nel 1984/Dicembre
| Questa pagina contiene informazioni ricavate automaticamente dalle voci biografiche con l'ausilio del template Bio e di un bot. L'aggiornamento è periodico e automatico e ricostruisce completamente la pagina. Se manca una persona in questa lista, sei pregato di non aggiungerla, ma accertati piuttosto che la sua voce biografica contenga il template Bio e che i dati anagrafici siano correttamente compilati. Se il template Bio manca, inseriscilo tu stesso o, in alternativa, metti l'avviso {{tmp\|Bio}} che ne segnala la mancanza. Se i dati riportati sono sbagliati, correggi direttamente la voce biografica; le modifiche saranno visibili in questa lista entro pochi giorni. Per chiarimenti vedi il progetto biografie. La lista contiene solo le 366 persone che sono citate nell'enciclopedia e per le quali è stato implementato correttamente il template Bio. Pagina aggiornata al 10 ago 2025. |

- 1º dicembre - Wálter Andrade, ex calciatore argentino
- 1º dicembre - Amanda Brown, ex cestista canadese
- 1º dicembre - Romina Carancini, ballerina, showgirl e coreografa italiana
- 1º dicembre - Rajnil Chand, calciatore figiano
- 1º dicembre - Tomer Chencinski, ex calciatore canadese
- 1º dicembre - Charles Michael Davis, attore e modello statunitense
- 1º dicembre - Hil Hernández, modella cilena
- 1º dicembre - Mark Hollis, astista statunitense
- 1º dicembre - Martín Icart, ex calciatore uruguaiano
- 1º dicembre - Robert Klauß, allenatore di calcio e ex calciatore tedesco
- 1º dicembre - Albert Milambo, calciatore della Repubblica Democratica del Congo
- 1º dicembre - Diane Nukuri, mezzofondista e maratoneta burundese
- 1º dicembre - Alexis Rhodes, ex ciclista su strada e pistard australiana
- 1º dicembre - Matěj Smrž, pilota motociclistico ceco
- 1º dicembre - Walid Soliman, ex calciatore egiziano
- 1º dicembre - Miloš Živković, ex calciatore serbo
- 1º dicembre - Yolandi Visser, cantante, rapper e attrice sudafricana
- 2 dicembre - Jennifer Ciochetti, bobbista canadese
- 2 dicembre - Anna David, cantante danese
- 2 dicembre - Iliesa Delana, atleta paralimpico figiano
- 2 dicembre - Mamadou Alimou Diallo, calciatore guineano
- 2 dicembre - Natalija Kazka, ex pallavolista ucraina
- 2 dicembre - Aleksandar Mladenović, cestista serbo
- 2 dicembre - Carlos Sánchez, calciatore uruguaiano
- 2 dicembre - Pamela Tajonar, calciatrice messicana
- 2 dicembre - Álberis da Silva, calciatore brasiliano
- 2 dicembre - Numan Çürüksu, ex calciatore turco
- 3 dicembre - Manuel Arana, ex calciatore spagnolo
- 3 dicembre - Ramón Ignacio Fernández, calciatore argentino
- 3 dicembre - Juan Pablo Francia, ex calciatore argentino
- 3 dicembre - Hind Larroussi, cantante olandese
- 3 dicembre - Andrea Lazzari, allenatore di calcio e ex calciatore italiano
- 3 dicembre - Carlos Miranda, attore statunitense
- 3 dicembre - Cosmin Moți, dirigente sportivo, allenatore di calcio e ex calciatore romeno
- 3 dicembre - Selenia Orzella, ballerina, conduttrice televisiva e giornalista italiana
- 3 dicembre - Muhannad Tahir Osman, calciatore sudanese
- 3 dicembre - Avraam Papadopoulos, dirigente sportivo e ex calciatore greco
- 3 dicembre - Silvano Varettoni, ex sciatore alpino italiano
- 3 dicembre - Daigō Watanabe, ex calciatore giapponese
- 4 dicembre - Mariangela, cantautrice e attrice italiana
- 4 dicembre - Jelly Roll, cantautore e rapper statunitense
- 4 dicembre - Luis Eduardo Delgado, calciatore spagnolo
- 4 dicembre - Lindsay Felton, attrice statunitense
- 4 dicembre - Gentiana Ismajli, cantante albanese
- 4 dicembre - Fabrice Jeandesboz, ex ciclista su strada francese
- 4 dicembre - Nick LaBrocca, ex calciatore statunitense
- 4 dicembre - Leong Mun Yee, tuffatrice malese
- 4 dicembre - Fernando Marqués, ex calciatore spagnolo
- 4 dicembre - Mattia Masi, ex calciatore sammarinese
- 4 dicembre - Stevo Nikolić, calciatore bosniaco
- 4 dicembre - Anna Petrakova, ex cestista russa
- 4 dicembre - Alec Secăreanu, attore rumeno
- 4 dicembre - Ferdinando Sforzini, dirigente sportivo e ex calciatore italiano
- 4 dicembre - Brooke Tessmacher, wrestler e modella statunitense
- 4 dicembre - Joe Thomas, ex giocatore di football americano statunitense
- 4 dicembre - Kenichi Yumoto, lottatore giapponese
- 4 dicembre - Shinichi Yumoto, lottatore giapponese
- 4 dicembre - Inés Zorreguieta, politica argentina († 2018)
- 5 dicembre - Camille Abily, allenatrice di calcio e ex calciatrice francese
- 5 dicembre - Tobías Albarracín, ex calciatore argentino
- 5 dicembre - Shūhei Aoyama, pilota motociclistico giapponese
- 5 dicembre - Fawzi Chaouchi, ex calciatore algerino
- 5 dicembre - Cephas Chimedza, ex calciatore zimbabwese
- 5 dicembre - Tomi Correa, ex calciatore spagnolo
- 5 dicembre - Abdelkader Ghezzal, procuratore sportivo e ex calciatore algerino
- 5 dicembre - Lauren London, attrice statunitense
- 5 dicembre - Tom Muyters, ex calciatore belga
- 5 dicembre - Umberto Scandola, pilota di rally italiano
- 5 dicembre - Manuela Schär, atleta paralimpica svizzera
- 5 dicembre - B.A. Walker, ex cestista statunitense
- 5 dicembre - Tre Whitted, ex cestista e allenatore di pallacanestro statunitense
- 5 dicembre - Edward Zenteno, calciatore boliviano
- 6 dicembre - Marco Bubba, kickboxer italiano
- 6 dicembre - Hisayoshi Chono, giocatore di baseball giapponese
- 6 dicembre - Jadder Dantas, ex giocatore di calcio a 5 brasiliano
- 6 dicembre - Kevin Deery, allenatore di calcio e ex calciatore nordirlandese
- 6 dicembre - Sofia Hellqvist, ex modella svedese
- 6 dicembre - Daryl Impey, ex ciclista su strada sudafricano
- 6 dicembre - Leslie Kalai, calciatore papuano
- 6 dicembre - Veldin Muharemović, ex calciatore bosniaco
- 6 dicembre - Davita Prendergast, velocista giamaicana
- 6 dicembre - Sascha Stegemann, arbitro di calcio tedesco
- 6 dicembre - Lucas Walker, cestista australiano
- 7 dicembre - Ousmane Barro, cestista senegalese
- 7 dicembre - Jan Bárta, ex ciclista su strada ceco
- 7 dicembre - Mike Baxter, ex giocatore di baseball statunitense
- 7 dicembre - Aaron Gray, ex cestista e allenatore di pallacanestro statunitense
- 7 dicembre - Jawaher bint Hamad Al Thani, qatariota
- 7 dicembre - Hanah, cantante norvegese
- 7 dicembre - Robert Kubica, pilota automobilistico e ex pilota di rally polacco
- 7 dicembre - Céline Laporte, multiplista, ostacolista e lunghista seychellese
- 7 dicembre - Marco Maddaloni, judoka e personaggio televisivo italiano
- 7 dicembre - Milan Michálek, hockeista su ghiaccio ceco
- 7 dicembre - Emmanuel Muscat, ex calciatore australiano
- 7 dicembre - Boris Nguéma, calciatore gabonese
- 7 dicembre - Ihor Rejzlin, schermidore ucraino
- 7 dicembre - Luca Rigoni, allenatore di calcio e ex calciatore italiano
- 7 dicembre - Sang Xue, tuffatrice cinese
- 7 dicembre - Łukasz Wiśniewski, ex cestista polacco
- 8 dicembre - Dustin Brown, ex tennista giamaicano
- 8 dicembre - Emma Green, ex altista svedese
- 8 dicembre - Greg Halford, calciatore inglese
- 8 dicembre - Badr Hari, kickboxer marocchino
- 8 dicembre - Sam Hunt, cantante statunitense
- 8 dicembre - Renee Perez, attrice pornografica statunitense
- 8 dicembre - Carlos Pita, ex calciatore spagnolo
- 8 dicembre - Roland Resch, pilota motociclistico austriaco
- 9 dicembre - Ángel Guirado, ex calciatore spagnolo
- 9 dicembre - Leon Hall, giocatore di football americano statunitense
- 10 dicembre - Moussa Cissé, ex taekwondoka francese
- 10 dicembre - Zane Eglīte, ex cestista lettone
- 10 dicembre - Edina Gallovits, tennista rumena
- 10 dicembre - Tom Hern, attore neozelandese
- 10 dicembre - Walter Ibáñez, ex calciatore uruguaiano
- 10 dicembre - JTG, wrestler statunitense
- 10 dicembre - Zoltán Lipták, ex calciatore ungherese
- 10 dicembre - Daniela Marra, attrice italiana
- 10 dicembre - Helen Oyeyemi, scrittrice britannica
- 10 dicembre - Dany Luis Quintero, calciatore cubano
- 10 dicembre - Florin Surugiu, rugbista a 15 rumeno
- 10 dicembre - Rebecca Thomas, regista statunitense
- 10 dicembre - Romeo Travis, ex cestista statunitense
- 10 dicembre - Oleg Vlasov, ex calciatore russo
- 10 dicembre - Wakana Ōtaki, musicista, compositrice e cantante giapponese
- 11 dicembre - Leighton Baines, allenatore di calcio e ex calciatore inglese
- 11 dicembre - Chris Brown, ex calciatore inglese
- 11 dicembre - Carlos Alberto Gomes de Jesus, ex calciatore brasiliano
- 11 dicembre - Sandra Echeverría, attrice e cantante messicana
- 11 dicembre - James Ellsworth, wrestler statunitense
- 11 dicembre - Diogo Fonseca, ex calciatore portoghese
- 11 dicembre - Kennedy Mweene, ex calciatore zambiano
- 11 dicembre - Xosha Roquemore, attrice statunitense
- 11 dicembre - Ol'ga Skabeeva, conduttrice televisiva russa
- 11 dicembre - Néstor Susaeta, ex calciatore spagnolo
- 12 dicembre - Daniel Agger, allenatore di calcio e ex calciatore danese
- 12 dicembre - Therese Borssén, ex sciatrice alpina svedese
- 12 dicembre - Gilles De Schrijver, attore, drammaturgo e sceneggiatore belga
- 12 dicembre - Sophie Edington, nuotatrice australiana
- 12 dicembre - Cameo Hicks, ex cestista statunitense
- 12 dicembre - Lorenzo Holzknecht, scialpinista italiano († 2023)
- 12 dicembre - Boris Kabi, ex calciatore ivoriano
- 12 dicembre - Matthieu Ladagnous, ex ciclista su strada e ex pistard francese
- 12 dicembre - Jessica Landström, ex calciatrice svedese
- 12 dicembre - Steve Missillier, ex sciatore alpino francese
- 12 dicembre - Albaye Papa Diop, ex calciatore senegalese
- 12 dicembre - Jérémy Perbet, calciatore francese
- 12 dicembre - Tia Ray, cantante cinese
- 12 dicembre - Gilsivan Soares da Silva, ex calciatore brasiliano
- 12 dicembre - Airi Taira, attrice, modella e personaggio televisivo giapponese
- 12 dicembre - Philip Wheeler, giocatore di football americano statunitense
- 12 dicembre - Angelique Widjaja, ex tennista indonesiana
- 13 dicembre - Giulia Carcasi, scrittrice italiana
- 13 dicembre - Santi Cazorla, calciatore spagnolo
- 13 dicembre - Jo Yong-ho, videogiocatore sudcoreano
- 13 dicembre - Michal Kadlec, ex calciatore ceco
- 13 dicembre - Salvis Mētra, ex cestista lettone
- 13 dicembre - Jens Portin, ex calciatore finlandese
- 13 dicembre - Hanna-Maria Seppälä, ex nuotatrice finlandese
- 13 dicembre - Irakli Turmanidze, sollevatore georgiano
- 13 dicembre - Jed Zayner, ex calciatore statunitense
- 14 dicembre - Chadli Amri, allenatore di calcio e ex calciatore algerino
- 14 dicembre - Carline Bouw, canottiera olandese
- 14 dicembre - Chris Brunt, allenatore di calcio e ex calciatore nordirlandese
- 14 dicembre - Natalia Bush, modella, showgirl e attrice spagnola
- 14 dicembre - Daniele Chiffi, arbitro di calcio italiano
- 14 dicembre - Nika Fleiss, ex sciatrice alpina croata
- 14 dicembre - Mike Fuentes, batterista statunitense
- 14 dicembre - Krissy Lynn, attrice pornografica statunitense
- 14 dicembre - Marius Mihalache, calciatore rumeno
- 14 dicembre - Alex Muscat, ex calciatore maltese
- 14 dicembre - Molly Nilsson, musicista e produttrice discografica svedese
- 14 dicembre - Eric Pearson, sceneggiatore statunitense
- 14 dicembre - Joe Persichina, giocatore di baseball statunitense
- 14 dicembre - Royal Frenz, cantante, cantautore e musicista cileno
- 14 dicembre - Jackson Rathbone, attore statunitense
- 14 dicembre - Tatsuya Shihira, fumettista giapponese
- 15 dicembre - Abbas Ali Atwi, ex calciatore libanese
- 15 dicembre - Lukáš Bajer, ex calciatore ceco
- 15 dicembre - Martyn Bernard, altista britannico
- 15 dicembre - Diodio Diouf, ex cestista senegalese
- 15 dicembre - Rashaun Freeman, ex cestista statunitense
- 15 dicembre - Max Green, bassista e cantante statunitense
- 15 dicembre - Ragga Gröndal, cantante islandese
- 15 dicembre - Véronique Mang, ex velocista francese
- 15 dicembre - John Murphy, ex ciclista su strada statunitense
- 15 dicembre - Lucija Polavder, ex judoka slovena
- 15 dicembre - Martin Škrtel, ex calciatore slovacco
- 15 dicembre - Owain Tudur Jones, ex calciatore gallese
- 15 dicembre - Carlos Ñáñez, giocatore di calcio a 5 colombiano
- 16 dicembre - Ala'a Babiker, calciatore sudanese
- 16 dicembre - Filomena Cautela, attrice e conduttrice televisiva portoghese
- 16 dicembre - Serhij Davydov, ex calciatore ucraino
- 16 dicembre - Shintaro Higashi, ex judoka e allenatore di judo statunitense
- 16 dicembre - Romal Hüseynov, ex calciatore azero
- 16 dicembre - Armando Lozano, ex calciatore spagnolo
- 16 dicembre - Sivas, rapper iraniano
- 16 dicembre - Arnie Pantoja, attore e doppiatore statunitense
- 16 dicembre - Theo James, attore e modello britannico
- 16 dicembre - Quantez Robertson, ex cestista statunitense
- 16 dicembre - Bob de Vries, pattinatore di velocità su ghiaccio olandese
- 17 dicembre - Luis Alfageme, calciatore argentino
- 17 dicembre - Michele Benedetti, tuffatore italiano
- 17 dicembre - Ryan Casciaro, allenatore di calcio e ex calciatore gibilterriano
- 17 dicembre - Mikky Ekko, cantautore e produttore discografico statunitense
- 17 dicembre - Martin Emmrich, ex tennista tedesco
- 17 dicembre - Christof Innerhofer, sciatore alpino italiano
- 17 dicembre - Þórunn Helga Jónsdóttir, calciatrice islandese
- 17 dicembre - Nicholas Pope, cestista francese
- 17 dicembre - Alberto Ribolla, politico italiano
- 17 dicembre - Anderson Luiz Schmitt, giocatore di calcio a 5 brasiliano
- 17 dicembre - Shannon Woodward, attrice statunitense
- 18 dicembre - Brequette Cassie, cantante sudafricana
- 18 dicembre - Mirella Cesa, cantante ecuadoriana
- 18 dicembre - Paul Harrison, ex calciatore inglese
- 18 dicembre - Julia Holter, cantautrice e produttrice discografica statunitense
- 18 dicembre - Antonio César Medina, calciatore argentino
- 18 dicembre - El Kabir Pene, ex cestista senegalese
- 18 dicembre - Giuliano Razzoli, ex sciatore alpino italiano
- 18 dicembre - Josh Rodriguez, giocatore di baseball statunitense
- 18 dicembre - Diogo Douglas Santos Andrade Barbosa, ex calciatore brasiliano
- 18 dicembre - Maxine Seear, triatleta australiana
- 18 dicembre - Modou Sougou, ex calciatore senegalese
- 18 dicembre - Pierre Thomas, giocatore di football americano statunitense
- 18 dicembre - Galina Voskoboeva, tennista russa
- 19 dicembre - Aaron Bruce, ex cestista australiano
- 19 dicembre - Chen Yibing, ginnasta cinese
- 19 dicembre - Sérgio Henrique Francisco, calciatore brasiliano
- 19 dicembre - Dominik Reinhardt, ex calciatore tedesco
- 19 dicembre - Carina Beduschi, modella brasiliana
- 19 dicembre - Konrad Wasielewski, canottiere polacco
- 19 dicembre - Krista White, modella statunitense
- 19 dicembre - Nor Farhan Muhammad, calciatore malese
- 20 dicembre - Christel Alsos, cantante norvegese
- 20 dicembre - Gabriel Colón, ex cestista portoricano
- 20 dicembre - Yūji Kaku, fumettista giapponese
- 20 dicembre - Nikolaos Karampelas, ex calciatore greco
- 20 dicembre - Bob Morley, attore australiano
- 20 dicembre - Milan Pepić, pallavolista bosniaco
- 20 dicembre - Carla Rossetto, pallavolista italiana
- 20 dicembre - Tommy Savas, attore statunitense
- 20 dicembre - Zinaida Sendriūtė, discobola lituana
- 20 dicembre - Josef Wenzl, fondista tedesco
- 21 dicembre - Matthew Carley, arbitro di rugby a 15 inglese
- 21 dicembre - Peter Chrappan, ex calciatore slovacco
- 21 dicembre - Darren Potter, ex calciatore irlandese
- 21 dicembre - Nathalie Rapti Gomez, attrice e modella colombiana
- 21 dicembre - Dries van Schalkwyk, rugbista a 15 sudafricano
- 21 dicembre - Jemima Sumgong, maratoneta keniota
- 21 dicembre - Paco Sutil, ex calciatore spagnolo
- 21 dicembre - Juan Valera Espín, ex calciatore spagnolo
- 22 dicembre - Basshunter, cantante, produttore discografico e disc jockey svedese
- 22 dicembre - Tat'jana Borodulina, pattinatrice di short track russa
- 22 dicembre - Brian Butch, ex cestista e allenatore di pallacanestro statunitense
- 22 dicembre - Nicolò Consolini, ex calciatore italiano
- 22 dicembre - Greg Finley, attore statunitense
- 22 dicembre - Jerol Forbes, ex calciatore trinidadiano
- 22 dicembre - Max Hoeflich, calciatore samoano
- 22 dicembre - Matteo Mancosu, allenatore di calcio e ex calciatore italiano
- 22 dicembre - Lamine Ouahab, tennista algerino
- 22 dicembre - Griselda Sanchez, modella e personaggio televisivo argentina
- 22 dicembre - Maziar Zare, allenatore di calcio e ex calciatore iraniano
- 23 dicembre - Belsy, cantante italiana
- 23 dicembre - Bruno Fernandes de Souza, ex calciatore brasiliano
- 23 dicembre - Matías Giménez, ex calciatore argentino
- 23 dicembre - Han Ye-ri, attrice sudcoreana
- 23 dicembre - Annis Hechavarría, schermitrice cubana
- 23 dicembre - Charline Picon, velista francese
- 23 dicembre - Bernard Pollard, giocatore di football americano statunitense
- 23 dicembre - Josh Satin, ex giocatore di baseball statunitense
- 23 dicembre - Shang Ping, ex cestista cinese
- 23 dicembre - Alison Sudol, cantautrice e attrice statunitense
- 23 dicembre - Cary Williams, giocatore di football americano statunitense
- 24 dicembre - Walter Altmann, arbitro di calcio austriaco
- 24 dicembre - Jehnny Beth, cantante, musicista e attrice francese
- 24 dicembre - John Cynn, giocatore di poker statunitense
- 24 dicembre - Liu Haili, ex multiplista cinese
- 24 dicembre - Yerson Opazo, calciatore cileno
- 24 dicembre - Erik Umberto Pretto, politico italiano
- 24 dicembre - Rogério Miranda Silva, ex calciatore brasiliano
- 24 dicembre - Yusneysi Santiusti, mezzofondista cubana
- 24 dicembre - Wallace Spearmon, velocista statunitense
- 24 dicembre - Austin Stowell, attore statunitense
- 24 dicembre - Burak Özçivit, attore e ex modello turco
- 25 dicembre - Chris Cahill, ex calciatore australiano
- 25 dicembre - Taylor Craig, ex giocatore di football americano statunitense
- 25 dicembre - Hwang Jung-eum, attrice e cantante sudcoreana
- 25 dicembre - Katarzyna Kryczało, schermitrice polacca
- 25 dicembre - Locó, calciatore angolano
- 25 dicembre - Miloš Ninković, ex calciatore serbo
- 25 dicembre - Jesús Rabanal, calciatore peruviano
- 25 dicembre - Chris Richard, ex cestista statunitense
- 25 dicembre - Miloš Stojanović, calciatore serbo
- 25 dicembre - Georgia Tennant, attrice britannica
- 26 dicembre - Javier Araújo, ex calciatore colombiano
- 26 dicembre - Ahmed Barusso, calciatore ghanese
- 26 dicembre - Paulinho Boracini, ex cestista brasiliano
- 26 dicembre - Vladimir Buač, allenatore di calcio e ex calciatore serbo
- 26 dicembre - Choi Eun-kyung, pattinatrice di short track sudcoreana
- 26 dicembre - Eveline Decroos, ex cestista belga
- 26 dicembre - Tommy Edvardsen, ex calciatore norvegese
- 26 dicembre - Leonardo Ghiraldini, ex rugbista a 15 italiano
- 26 dicembre - Matt Richards, ex calciatore inglese
- 26 dicembre - Alex Schwazer, marciatore italiano
- 26 dicembre - Fabrício Simões, calciatore brasiliano
- 26 dicembre - Jonathan Tiernan-Locke, ex ciclista su strada britannico
- 27 dicembre - Desiree Akhavan, regista, sceneggiatrice e attrice statunitense
- 27 dicembre - Enver Alivodić, ex calciatore serbo
- 27 dicembre - Draško Brguljan, pallanuotista montenegrino
- 27 dicembre - Black M, rapper francese
- 27 dicembre - Tye'sha Fluker, ex cestista statunitense
- 27 dicembre - Janez Jazbec, ex sciatore alpino sloveno
- 27 dicembre - Péter Kusztor, ex ciclista su strada ungherese
- 27 dicembre - Idrissa Mandiang, calciatore senegalese
- 27 dicembre - Le'Ron McClain, ex giocatore di football americano statunitense
- 27 dicembre - Pleasure P, cantante e compositore statunitense
- 27 dicembre - Gilles Simon, allenatore di tennis e ex tennista francese
- 27 dicembre - Jimmy Zakazaka, calciatore malawiano
- 28 dicembre - Miguel Amado, ex calciatore uruguaiano
- 28 dicembre - Silvia Bortot, kickboxer e pugile italiana
- 28 dicembre - Rosir Calderón, pallavolista cubana
- 28 dicembre - Denis Chismatullin, scacchista russo
- 28 dicembre - Maggie Civantos, attrice spagnola
- 28 dicembre - Julián Di Cosmo, ex calciatore argentino
- 28 dicembre - Christopher Dickson, calciatore ghanese
- 28 dicembre - Mounir El Masrouri, ex calciatore e giocatore di calcio a 5 norvegese
- 28 dicembre - Vernon Hamilton, ex cestista e allenatore di pallacanestro statunitense
- 28 dicembre - Ana Jovanović, ex tennista serba
- 28 dicembre - Martin Kaymer, golfista tedesco
- 28 dicembre - Leroy Lita, calciatore inglese
- 28 dicembre - Kimberley Mickle, giavellottista australiana
- 28 dicembre - Jamuovandu Ngatjizeko, calciatore namibiano
- 28 dicembre - Duane Solomon, ex mezzofondista statunitense
- 28 dicembre - Sean St Ledger, ex calciatore irlandese
- 29 dicembre - Ibrahim Babatunde, ex calciatore nigeriano
- 29 dicembre - Alan Branch, ex giocatore di football americano statunitense
- 29 dicembre - Chris Horton, ex giocatore di football americano e allenatore di football americano statunitense
- 29 dicembre - Branden Jacobs-Jenkins, drammaturgo statunitense
- 29 dicembre - Gionata Mingozzi, calciatore italiano († 2008)
- 29 dicembre - Prisilla Rivera, pallavolista dominicana
- 29 dicembre - Patricio Rodríguez Localzo, cestista argentino
- 29 dicembre - Sean Ali Stone, regista, attore e produttore cinematografico statunitense
- 29 dicembre - Julius Ubido, ex calciatore nigeriano
- 29 dicembre - Ushan Çakır, attore turco
- 30 dicembre - Andra Day, cantante e attrice statunitense
- 30 dicembre - Rándall Azofeifa, ex calciatore costaricano
- 30 dicembre - Rafael Bado, calciatore gibilterriano
- 30 dicembre - Béla Balogh, allenatore di calcio e ex calciatore ungherese
- 30 dicembre - David Broncano, comico, conduttore televisivo e conduttore radiofonico spagnolo
- 30 dicembre - Sergio Gadea, pilota motociclistico spagnolo
- 30 dicembre - Enoque Guilherme, ex calciatore angolano
- 30 dicembre - Han Soon-chul, pugile sudcoreano
- 30 dicembre - LeBron James, cestista statunitense
- 30 dicembre - Komlavi Loglo, tennista togolese
- 30 dicembre - Jonatan Valle, ex calciatore spagnolo
- 31 dicembre - Catherine Britt, cantante australiana
- 31 dicembre - Erica Buratto, ex nuotatrice italiana
- 31 dicembre - Amadou Coulibaly, ex calciatore burkinabé
- 31 dicembre - Corey Crawford, hockeista su ghiaccio canadese
- 31 dicembre - Édgar Lugo, ex calciatore messicano
- 31 dicembre - Arturo Muñoz, ex calciatore messicano
- 31 dicembre - Nuno Pinheiro, pallavolista portoghese
- 31 dicembre - Paul Rodriguez Jr, skater statunitense
- 31 dicembre - Demba Touré, ex calciatore senegalese
- 31 dicembre - Laura Trefiletti, ex ginnasta italiana
- 31 dicembre - Rene Yougbara, ex nuotatore burkinabé
- 31 dicembre - Dacosta Goore, ex calciatore ivoriano